# Ильичевка (Боковский район)
Ильичевка — хутор в Боковском районе Ростовской области.
Входит в состав Верхнечирского сельского поселения.

## География
На хуторе имеются две улицы: Озерная и Полевая.

## Население
| 1989 | 2002 | 2010 |
| ---- | ---- | ---- |
| 183  | ↘85  | ↘58  |

## Достопримечательности
Территория Ростовской области была заселена ещё в эпоху неолита. Люди, живущие на древних стоянках и поселениях у рек, занимались в основном собирательством и рыболовством. Степь для скотоводов всех времён была бескрайним пастбищем для домашнего рогатого скота. От тех времен осталось множество курганов с захоронениями жителей этих мест. Курганы и курганные группы находятся на государственной охране.
Поблизости от территории хутора Ильичевка Боковского района расположено несколько достопримечательностей — памятников археологии. Они охраняются в соответствии с Федеральным законом от 25.06.2002 N 73-ФЗ «Об объектах культурного наследия (памятниках истории и культуры) народов Российской Федерации», Областным законом от 22.10.2004 N 178-ЗС «Об объектах культурного наследия (памятниках истории и культуры) в Ростовской области», Постановлением Главы администрации РО от 21.02.97 N 51 о принятии на государственную охрану памятников истории и культуры Ростовской области и мерах по их охране и др.
В окрестностях хутора находятся 19 курганов, датируемых началом III тысячелетия до н. э. — XIV веком н. э. среди них:
- Курган"Ильичевский I". Расположен на расстоянии около 1,5 км к юго-востоку от хутора Ильичевки.
- Курган «Ильичевский II». Расположен на расстоянии 1,5 км к югу от хутора Ильичевки.
- Курган «Ильичевский IV». Расположен на расстоянии 1,6 км к югу от хутора Ильичевки.
- Курган «Ильичевский VII». Расположен на расстоянии 0,75 км к северу от хутора Ильичевки.
- Курган «Ильичевский VIII». Расположен на расстоянии 1,5 км к северу от хутора Ильичевки.
- Курган «Ильичевский IX». Расположен на расстоянии 1,75 км к северу от хутора Ильичевки.
- Курганная группа «Ильичевский III» (3 кургана). Расположен на расстоянии 1,5 км к югу от хутора Ильичевки[5].

## Инфратсруткутра
В хуторе находятся:
- Ильичевская племенная птицеферма.
- СПК колхоз Ильичевский.
- Сельская школа № 43.